# Hồ Văn Mái
Hồ Văn Mái (sinh ngày 5 tháng 7 năm 1958) là Đại tá Công an nhân dân Việt Nam và thẩm phán trung cấp người Việt Nam. Ông từng là Chánh án Tòa án nhân dân tỉnh Bình Dương (2010-2018), Phó Giám đốc Công an tỉnh Bình Dương (đến 2010). Ông là đảng viên của Đảng Cộng sản Việt Nam.

## Tiểu sử
Hồ Văn Mái sinh ngày 5 tháng 7 năm 1958, quê quán tại xã Chánh Mỹ, thị xã Thủ Dầu Một, tỉnh Bình Dương.
Ông có bằng Cử nhân Luật, Cử nhân kinh tế Chính trị Cao cấp
Năm 2009, Hồ Văn Mái là Đại tá Công an nhân dân Việt Nam, Phó Giám đốc Công an tỉnh Bình Dương.
Ngày 7 tháng 6 năm 2010, Hồ Văn Mái, Phó Giám đốc Công an tỉnh Bình Dương, được Chánh án Tòa án nhân dân tối cao Việt Nam Trương Hòa Bình bổ nhiệm giữ chức vụ Chánh án Tòa án nhân dân tỉnh Bình Dương.
Năm 2018, Hồ Văn Mái là Tỉnh ủy viên tỉnh Bình Dương, Chánh án Tòa án nhân dân tỉnh Bình Dương.
Từ ngày 1 tháng 8 năm 2018, Hồ Văn Mái nghỉ hưu theo chế độ nhà nước Việt Nam.